# Distrito de Cayarani

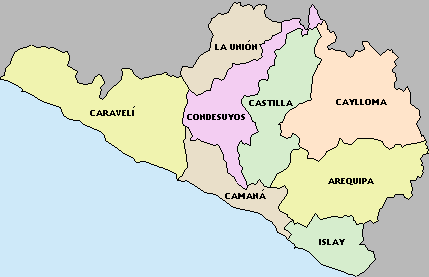
Provincias de Arequipa

El distrito de Cayarani es uno de los ocho distritos que conforman la provincia de Condesuyos en el departamento de Arequipa, bajo la administración del Gobierno regional de Arequipa, en el sur del  Perú.
Desde el punto de vista jerárquico de la Iglesia católica forma parte de la Prelatura de Chuquibamba en la Arquidiócesis de Arequipa.

## Historia
El distrito fue creado mediante Ley del 2 de enero de 1857, en el gobierno del Presidente Ramón Castilla.

## Geografía
Ubicado en la parte Noroccidental de la provincia, entre las coordenadas 71°50’ y 72°35’ Longitud Oeste y 14°38’ y 15°15’ Latitud Sur. Altitud comprendida entre los 3.920 y los 5.105m s. n. m.

### Flora
El pueblo es carente en agricultura por la misma altura y las condiciones climáticas, escasamente crece pasto andino llamado “paja de puna”, existe además el Ccapo en escasa cantidad la que se utiliza para la cocina, papa, avena; para los pobladores existen hierbas tradicionales como el Sasawi, Pupusa, Salliko, Chahahakoma, Quota, Pinkupinku, Upatinka, Yawar, Chunka, Chatachata, y Wirawira.

### Fauna
- Animales salvajes: Aves (Cóndor, águila, halcón, búho, cuervo, Kiviy, Tiwtira, Wallat, Pericha, Pato, Foja, Gaviota, Qaque, Qañi), Cuadrúpedos (zorro, gato montes, vizcacha, vicuña, alpaca), Peces (Trucha, Bagre).
- Animales domésticos: Aves (Gallinas, patos), Cuadrúpedos (Alpacas, llamas, ovejas, vacunos, equinos y caninos).

### Factores Climatológicos
La temperatura promedio máxima mensual durante los últimos años ha sido constante oscilando entre 10 °C; la temperatura promedio mínima se da en los meses de junio, julio y agosto, llegando a temperaturas de -20 °C. Bajo cero.
Temperatura promedio Mensual de 5,5 °C.
Las precipitaciones ocurren generalmente entre los meses de diciembre a abril.

### Comunicaciones y Vías de Acceso
Los poblados se comunican con la ciudad de Arequipa, siendo las vías posibles:
- Carretera Caylloma – Cayarani: Inaccesible en época de lluvias, no tránsito público, actualmente en proceso de ampliación y afirmado.
- Carretera Arequipa - Espinar - Esquina - Cayarani: El tramo de tránsito de la ciudad de Arequipa hasta Espinar se encuentra asfaltada, la vía Espinar Esquina se encuentra asfaltada y entre Esquina y Cayarani se encuentra una pequeña trocha de aproximadamente 30 minutos.

## Autoridades

### Municipales
- 2023 - 2026[3]
  - Alcalde: Rudicendo Wilbert Sulla Ccallo, de Arequipa Transformación.
  - Regidores:

  1. Rosario Arístedes Valdivia Yallercco (Arequipa Transformación)
  2. Segundo Fortunato Quispe Quispe (Arequipa Transformación)
  3. Sebastián Huisacayna Yucra (Arequipa Transformación)
  4. Yaquely Yeny Ccaccala Quintana (Arequipa Transformación)
  5. Alfonso Melchor Huamaní Chire (Arequipa - Unidos por el Gran Cambio)

Alcaldes anteriores
- 2011-2014:[4] José Arturo Huamaní Valdivia, del Movimiento Fuerza Arequipeña (FA).
- 2007-2010:  Benigno Ahuate Mollo

### Policiales
- Comisario: Marco Salas

### Salud
```
Centro de Salud Cayarani
```

## Festividades
- Carnavales.
- Virgen de la Candelaria.